# Karel Gott
Karel Gott (Plzeň, 14 de julho de 1939 – Praga, 1 de outubro de 2019) foi um cantor tcheco de gênero Schlager. Cantava principalmente em tcheco e alemão. Participou na Eurovisão da Canção em 1968.
Karel Gott morreu em 1 de outubro de 2019 em Praga aos 80 anos de idade.

## Discografia de estúdio[2]
- 1968 - Die goldene Stimme aus Prag
- 1969 - In mir klingt ein Lied
- 1970 - Vom Böhmerwald nach Wien with Peter Alexander
- 1970 - Der Star meines Lebens
- 1971 - Von Böhmen in die Welt
- 1971 - Von Romeo und Julia
- 1972 - Hol’ die Welt in dein Haus
- 1973 - Karel Gott
- 1975 - Vom Böhmerwald zum Wienerwald with Peter Alexander
- 1975 - Die neue LP
- 1977 - Heut’ ist der schönste Tag in meinem Leben
- 1978 - Gute Reise mit Karel Gott
- 1978 - My Romantic Feeling
- 1979 - Alle Jahre wieder
- 1979 - Amore Mio
- 1979 - Triumph der Goldenen Stimme
- 1980 - Eine Liebe ist viele Tränen wert
- 1981 - Guten Abend, gute Laune
- 1983 - Du bist da für mich
- 1989 - Ich will dich so wie du bist
- 2000 - Für immer jung
- 2002 - Swing kolekce
- 2005 - Jdi za štěstím ...
- 2006 - Má pouť
- 2006 - Schön, dass du geboren bist
- 2007 - Každý má svůj sen
- 2009 - Leben
- 2010 - Lidovky mého srdce
- 2011 - Sentiment
- 2012 - Dotek lásky

## Discografia ao vivo[2]
- 1972 - Karel Gott Live in Bulgaria - Recital at the Festival "The Golden Orpheus' 72"
- 1973 - Karel Gott Live - Höhepunkte aus seinen Konzertprogrammen
- 1981 - Karel Gott Live
- 1985 - Live '85